# Mahitab Kadınefendi
Mahitab Kadınefendi (1830 – 1888) byla desátá manželka osmanského sultána Abdulmecida I.

## Mládí
Mahitab se narodila v roce 1830 v Machačkale v Rusku. Její rodné jméno bylo Nuriye a pocházela z čečenské šlechtické rodiny. Jejím otcem byl Hişam Bey a matkou Malika Hanım. Měla dva bratry a dvě sestry a dvě sestry.
Sestra jejího otce Şevkinihak Hanım pracovala v sultánském paláci v Istanbulu. Díky tomu byla Nuriye i její sourozenci posláni do Istanbulu. Ona a její sestry byly poslány rovněž do paláce, kde bylo podle tradic její jméno změněno na Mahitab. Její bratři byli posláni do služeb jisté Ali'ebru Hanım.

## Manželství
Mahitab byla provdána za Abdulmecida v roce 1845. O tři roky později porodila své první dítě, dceru Sabihu Sultan. Ta však zemřela o rok později.
V roce 1852 porodila své druhé dítě, Şehzade Nureddina.
V roce 1855 porodila dvojčata, princezny Zekiye Sultan a Fehime Sultan. Obě zemřely v roce 1856.
V letech 1858 a 1859 sponzorovala výstavbu mešity v Göynüku.

## Pozdější život a smrt
Sultán Abdulmecid I. zemřel 25. června 1861 a Mahitab se usadila spolu s jedenáctiletým synem v paláci Feriye. Mahitab vždy podporovala Imáma Šamila z Dagestánu a v roce 1870 ji spolu s rodinou navštívil. Její syn Nureddin zemřel v roce 1884 ve věku 42 let.
Sama Mahitab zemřela v roce 1888 v paláci Feriye a byla pohřbena v hrobce pro manželky sultánů v Nové mešitě v Istanbulu.

## Potomstvo
| Jméno                  | Narození        | Úmrtí              | Poznámky                                         |
| ---------------------- | --------------- | ------------------ | ------------------------------------------------ |
| Sabiha Sultan          | 15. dubna 1848  | 27. dubna 1849     | narozená v paláci Çırağan pohřbena v Nové mešitě |
| Şehzade Ahmed Nureddin | 31. března 1852 | 3. ledna 1884      | oženil se dvakrát, neměl děti                    |
| Zekiye Sultan          | 24. února 1855  | 18. února 1856     | pohřbena v hrobce Gülüstü Hanım                  |
| Fehime Sultan          | 24. února 1855  | 10. listopadu 1856 | pohřbena v hrobce Gülüstü Hanım                  |